# Елвін Джонс
Е́лвін Р́ей Джо́нс (англ. Elvin Ray Jones, 9 вересня 1927 — 18 травня 2004) — американський джазовий барабанщик постбоп епохи.

## Біографія
Виявив зацікавленість до барабанів у молодому віці, спостерігаючи за маршем циркових колективів біля будинку своєї родини в Понтіаку, штат Мічиган.
Служив в армії США з 1946 по 1949 роки, згодом грав у гурті в Детройті, який очолював Біллі Мітчелл. Переїхав до Нью-Йорка в 1955 році і працював як сайдмен з Чарльзом Мінгусом, Тедді Чарльзом, Бадом Павеллом і Майлзом Девісом.
З 1960 по 1966 роки був членом квартету Джона Колтрейна (разом із Джиммі Гаррісоном на бас-гітарі і Маккоєм Тайнером на фортепіано), з'являється в таких альбомах, як A Love Supreme. Після роботи з Колтрейном, Джонс очолював кілька невеликих гуртів, деякі під назвою The Elvin Jones Jazz Machine. Його брати Генк Джонс і Тед Джонс були також джазовими музикантами, з якими він записувався.
Був включений до Залу слави Modern Drummer у 1995 році.